# ナッシング・トゥ・ルーズ
『ナッシング・トゥ・ルーズ』（Nothing to Lose）は、1997年にアメリカで公開されたコメディ映画。

## ストーリー
ロサンゼルスの大手広告会社に勤務するエリート会社員のニックは、ある日家に帰ると愛する妻が浮気している現場を目撃してしまう。しかもその相手は、会社の上司だということを知り、深く絶望するのだった。行く場もないまま車を走らせるニック。すると突然、そんな彼の前に銃を持った強盗ポール(T)が現れる。ポールは財布を差し出すよう要求するが、自暴自棄になったニックは突如車を暴走させ、財布を投げ捨て、アリゾナへと向かうのだった。無理やり連れてこられたポールは、ニックと激しく争うが、後に二人は自らの置かれている境遇を話し合い、たんまり現金を溜め込んでいるボスの金庫を狙うことにする。
セキュリティの穴を抜けて、まんまと金を盗み出した二人だが、ホテルで金勘定をしていたポールは、アリゾナで目をつけていた地元の強盗二人組に強奪され、おまけにニックが見たベッドシーンは妻の妹のものだったということで誤解がとける。カーチェイスと乱撃戦のあと、強盗二人組は警察につかまり、金を取り返したニックは、もとのところへそれを戻すことにする。それぞれの家族の元へ帰った二人。証拠のビデオはポールがこっそり別のもので上書きをしてあった。ポールの家族がバーベキュー・パーティーをしているところへニックはおもむき、新しいセキュリティ・システムの管理者にポールを推薦しておいた、と告げる。

## キャスト
※括弧内は日本語吹替
- ニック・ビーム - ティム・ロビンス（大塚芳忠）

広告会社の会社員。妻の浮気現場を見て自暴自棄になる。その浮気相手であった上司への仕返しに上司の金庫を襲ったが後に浮気が誤解であったことが判明して気まずくなる。
- テレンス・ポール・デヴィッドソン - マーティン・ローレンス（堀内賢雄）

強盗。ニックを襲ったが自棄を起こしていたニックの斜め上の行動に振り回されることとなる。電気技師だが生活が苦しくなり強盗をした。
- デイヴィス・"リグ"・ランロー - ジョン・C・マッギンリー（水野龍司）

強盗。
- チャーリー・ダント - ジャンカルロ・エスポジート（仲野裕）

強盗。
- アン・ビーム - ケリー・プレストン（佐藤しのぶ）

ニックの妻。浮気をしていたというが、これはニックの勘違いであり全くの無実の女性。
- フィリップ・"P.B"・バーロー - マイケル・マッキーン（納谷六朗）

ニックの上司。ニックの妻と浮気をしていたと勘違いされ、その復讐で金庫を襲われてしまうという不幸な男。
- ダニエラ - レベッカ・ゲイハート（岡村明美）
- リサ・デヴィッドソン - サマリア・グレアム（喜田あゆ美）
- バーサ・デヴィッドソン - イルマ・P・ホール（巴菁子）